# Payera madagascariensis
Payera madagascariensis är en måreväxtart som först beskrevs av Alberto Judice Leote Cavaco, och fick sitt nu gällande namn av P. Buchner och Christian Puff. Payera madagascariensis ingår i släktet Payera och familjen måreväxter. Inga underarter finns listade i Catalogue of Life.